# Van der Valk
Van der Valk – brytyjski serial telewizyjny o tematyce kryminalnej produkowany przez Thames Television dla sieci ITV. Pierwsza seria powstała w 1972. Serial został reaktywowany na początku lat dziewięćdziesiątych. Tytułowym bohaterem był holenderski detektyw, komisarz Simon „Piet” van der Valk. W roli głównej wystąpił Barry Foster. Fabuła serialu została oparta na motywach z książek Nicolasa Freelinga. Popularność zdobył przewodni motyw muzyczny Eye Level, skomponowany przez holenderskiego twórcę Jana Stoeckarta, piszącego pod pseudonimem Jack Trombey.
W 2020 miał premierę remake serialu z Markiem Warrenem w roli tytułowej.

## Obsada
- Barry Foster jako komisarz Simon "Piet" Van der Valk
- Michael Latimer jako inspektor Johnny Kroon (sezony 1—2)
- Susan Travers jako Arlette Van der Valk (sezony 1—2)
- Joanna Dunham jako Arlette Van der Valk (sezon 3)
- Meg Davies jako Arlette Van der Valk (sezony 4—5)
- Martin Wyldeck jako nadkomisarz Samson (sezon 1)
- Nigel Stock jako nadkomisarz Samson (sezon 3)
- Ronald Hines jako nadkomisarz Samson (sezony 4—5)
- Sydney Tafler jako nadkomisarz Halsbeek (sezon 2)
- Richard Huw jako Wim Van der Valk (sezony 4—5)
- Dave Carter jako brygadier Stribos (sezony 1—2)
- Natasha Pyne jako Janet (sezony 4—5)
- Alan Haines jako brygadier Mertens (sezon 1)

W epizodach wystąpili m.in.: Bob Hoskins, Suzy Kendall, Brian Cox, Bernice Stegers.